# Cromomicosis
La cromomicosis es una infección crónica de la piel y de tejido subcutáneo, predominante en miembros inferiores causada, sobre todo en el pie. En la mayoría de los casos es causada por hongos dermaticeos (de pigmentación oscura) y parasitarios de los géneros Fonsecaea pedrosoi, Phialophora verruscosa y Cladosporium carrionii.

## Historia
La primera descripción pública de la enfermedad ocurrió en 1914 por el médico alemán residente en Brasil, Max Rudolph. Un año después se describió los clásicos aspectos histológicos de la micosis. El término se usó por primera vez por Terra et al. en 1922. La infección y su agente micótico fue observada y descrita en 1922 por Pedroso en San Pablo, Brasil después de seguir varios casos desde 1911. Otras especies fueron descubiertas y vinculadas con la cromomicosis en los siguientes 10 años en diferentes lugares del mundo: Rodesia, Boston y Hamburgo. Se prefiere el uso de cromomicosis sobre cromoblastomicosis debido a que los organismos causales no producen esporas (blastosporas).

## Epidemiología

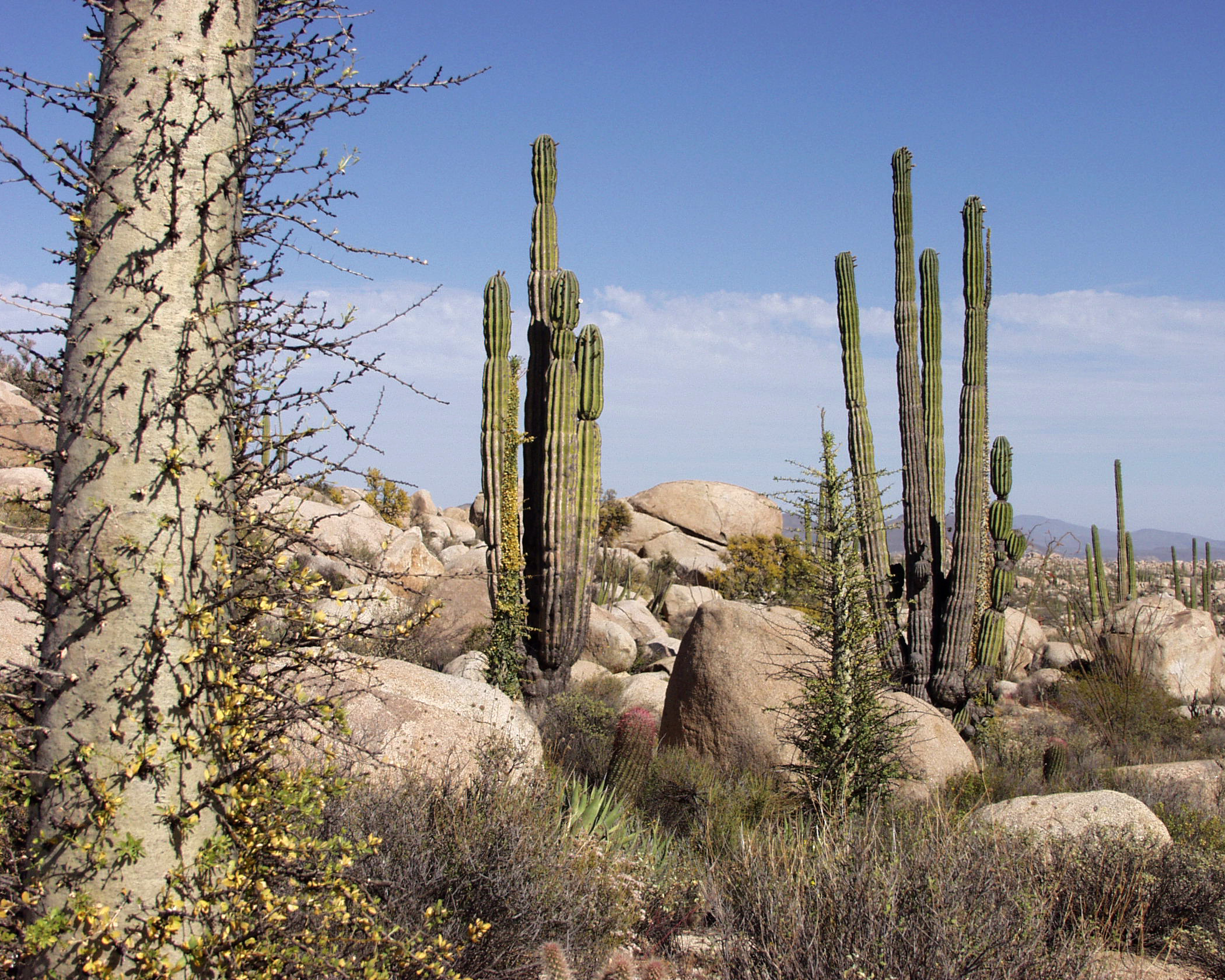
Bosque xerófito, hábitat del hongo responsable de la Cromomicosis.

La cromomicosis se encuentra con predilección en lugares tropicales especialmente con temperaturas promedio anuales >25-28 °C, suelo seco, poca elevación del terreno (< 500 m) y precipitaciones menores de 1 m (800 mm) al año. Por ello son lugares áridos con vegetación cactácea y ecotono espinoso (xerofítica), donde los habitantes y trabajadores del campo suelen andar sin zapatos cubiertos (sandalias, chancletas, huaraches o alpargatas). Es considerada una infección poco frecuente, común en adultos mayores de 20 años y en menor proporción en mujeres y niños aunque es cosmopólita; su prevalencia es considerable en América Latina. Las poblaciones más afectadas son las que habitan en zonas rurales en especial donde la actividad laboral principal es la cría de caprinos entre quienes prevalece un constante riesgo de traumatismo con la vegetación xerófita.

## Clasificación
- Nodular o tumoral, la más prevalente.
- Dermatitis verrucosa, vegetante o papilomatosa.
- Cromomicosis elefantiásica por estasis linfática.[2]
- Psoriasiforme o en placa.[4]
- Cicatrizal.

## Etiología
La enfermedad se obtiene por inoculación (suelo o vegetación) traumática (raspones, puyazos, cortadas) del hongo a la piel o a capas más profundas. Por ello es más frecuente ver las heridas eritematosas en las piernas y brazos. Raramente se observan infecciones en otras áreas del cuerpo. La lesión se desarrolla localmente extendiéndose por contigüidad y rara vez por vías linfáticas o hematógena causando lesiones metastásicas a distancia del sitio de inoculación.
Las especies de hongos que más frecuentemente causan estas infecciones son Fonsecaea pedrosoi, Phialosphora verruscosa y Cladosporium carrionii. Ocasionalmente otras especies pueden causar cromomcosis, entre ellas F. compacta y Rhinocladiella cerphilum.
Se encuentra que ciertas familias tienen una predisposición genética a desarrollar la infección si son expuestos al organismo, mientras que otros que carecen de ese factor hereditario se infectan con menos frecuencia, incluso al ser expuestos a un igual o mayor número de eventos.
Así como ocurre con otras enfermedades micóticas, no se han reportado casos de transmisión de un humano a otro. Ciertos matorrales como el cactus en el desierto tienen el hongo en sus espinas, que actúan como un inoculador.

## Patogenia

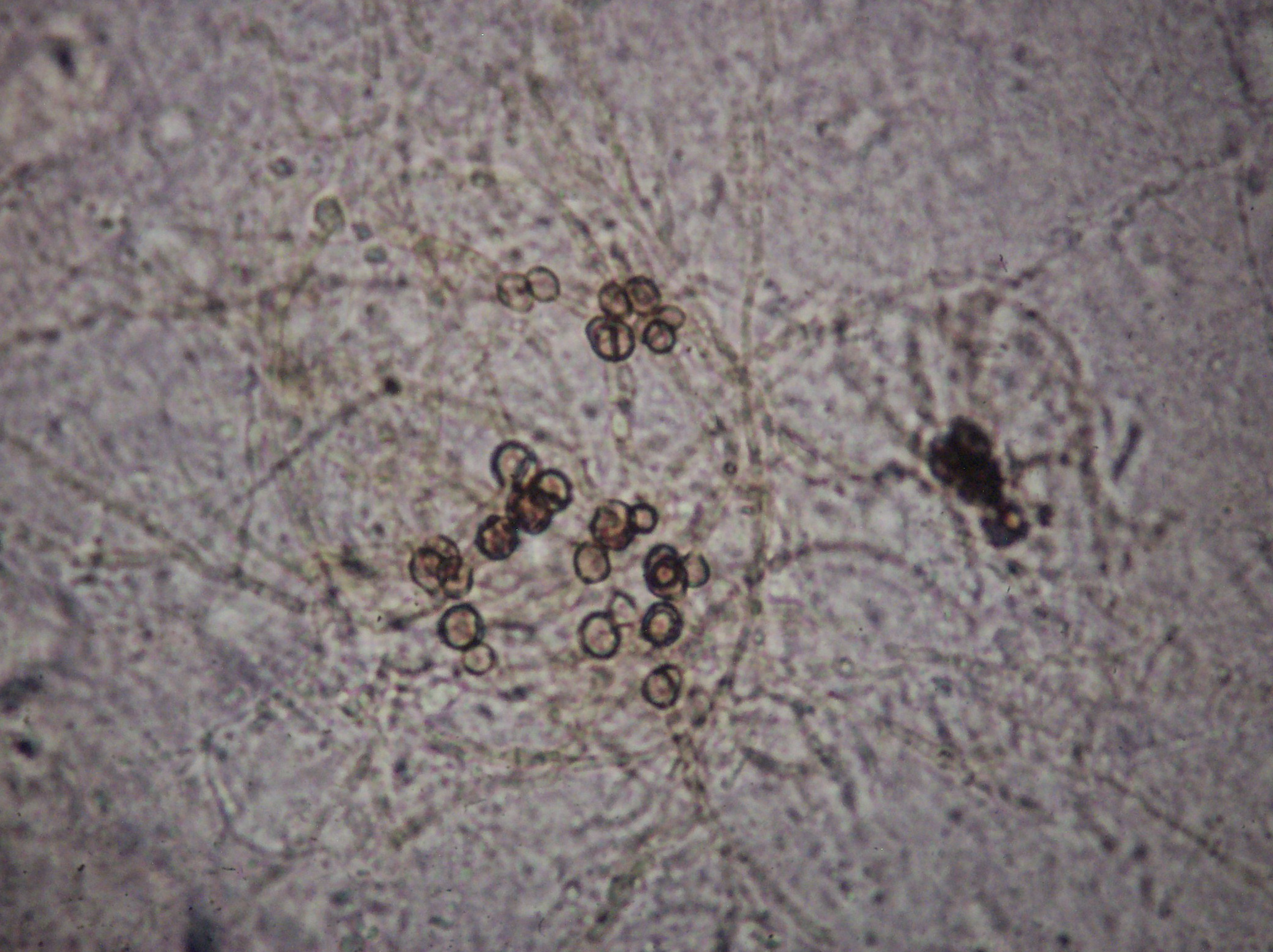
Cuerpos escrleróticos de color pardo, con hifas en el fondo, de un paciente con Cromomicosis por Fonsecaea pedrosoi.

Las lesiones se caracterizan por mostrar nódulos, verrugosidades y atrofia, de evolución crónica. Una vez inoculado el hongo en su estado saprofito, tarda varias semanas a meses en aparecer en la piel una lesión en forma de placa eritematosa y asintomática que luego se vuelve verrucosa. En los tejidos, el hongo parasitario desarrolla una forma característica, diagnóstica y patognomónica llamados corpúsculos fumagoides, células muriformes o cuerpos escleróticos de color pardo, las cuales son formas de adaptación para preservar una viabilidad muy prolongada.
La lesión progresa en absceso con tejido granulomatoso, de superficie irregular con hemorragias diminutas (visible como puntos negros), ulcerativo y no contagioso, muy similar en algunos casos a las heridas de micetomas, la leishmaniasis y la esporotricosis. Conforme pasan los años, las lesiones tienen tendencia a la cicatrización dejando áreas atrofiadas, hipopigmentadas de la piel y pueden causar deformaciones irreversibles e invalidéz parcial y localizada. Infecciones secundarias por bacterias pueden acompañar comúnmente a la micosis.
El prurito y la intensa sensibilidad a la presión son los síntomas característicos de la cromomicosis.

## Diagnóstico
El diagnóstico de la cromomicosis se confirma en el examen directo al demostrar en una lámina con KOH al microscopio la presencia en las escamas y costras de las lesiones, de cuerpos escleróticos pigmentados. Para ello se toma una muestra de las escamas o costras y se coloca sobre una lámina portaobjetos con una gota de KOH al 30 % y se cubre con un cubreobjetos. Al cabo de un reposo de 30 min se observa al microscopio en busca de los cromomicetos descritos (cuerpos de Medlar), solas o agrupadas de color café que pueden estar divididas por un tabique central, dándole el aspecto de grano de café.
Biopsias histológicas muestran granulomas e infiltración leucocitaria en especial macrófagos.

### Cultivo
El cultivo se realiza sembrando las escamas o el material purulento de existir sobre agar de Sabouraud o de Mycosel incubados a 25 °C y otra a 37 °C. Todas las especies que producen la cromomicosis crecen lentamente (de 10 - 40 días) y las colonias entre todas las especies etiológicas son macroscópicamente indistinguibles uno del otro: aterciopelados, brillosos, radiadas y color de verde oscuro a negro. Las cepas de la cromomicosis, a diferencia de probables contaminantes, crecen a 37 °C, y nunca liquefactúan la gelatina como los contaminantes hongos de colonias negras.

### Serología
Se encuentran anticuerpos en pacientes crónicos. La evaluación de la respuesta celular por reacción intradérmica y la respuesta humoral por anticuerpos son pocos usados excepto para estudios epidemiológico .

## Tratamiento
Las terapias más exitosas son la criocirugía con nitrógeno líquido así como aplicando calor intenso local (unos 45 °C) en conjunto con antimicóticos como el itraconazol. Claramente el estado de lesiones avanzadas resultan ser los de más desafíos terapéuticos. No se han reportado casos de curas espontáneas.

## Medidas preventivas y de control
Debe instruirse a las personas en los medios rurales, donde el padecimiento es más frecuente, sobre la necesidad de usar zapatos y utilizar ropa adecuada que prevenga traumatismos cutáneos con materiales infectados, a partir de los cuales se produce la inoculación.[cita requerida]
La educación del paciente, encaminada a que solicite los cuidados médicos necesarios en forma temprana y oportuna, es esencial para evitar la diseminación del padecimiento, que dificulta mucho el tratamiento eficaz y hace prácticamente imposible la curación.[cita requerida]